# 2012年ボーイング727型機墜落実験
2012年ボーイング727型機墜落実験（英: 2012 Boeing 727 crash experiment）は、2012年4月27日にメキシコ・バハ・カリフォルニア州で行われた旅客機の墜落実験である。ビッグ・フロー（Big Flo）と名づけられた無人のボーイング727に、多数のカメラやダミー人形、計測機器を搭載して行われた。この実験はイギリスの放送局・チャンネル4と番組制作会社のDragonflyによって150万ドルをかけ、アメリカ国防総省のミサイル計画従事者や、元アメリカ海軍特殊部隊出身者を含めた400名のチームを結成して4年かけて行われ、チャンネル4で放送された。

## 目的
この実験の目的は、墜落時に機内で起きることを把握し、自動車と同様、衝突試験によって、航空機の安全性を高めることであった。

## 実験までの準備

### 機体と実験場所
実験機は40万ドルで購入された1974年製造の中古のボーイング727-212型機であり、ビッグ・フローと名づけられた。この機体の機体記号はXB-MNP、初飛行は1977年である。ボブ・ドールの1996年の大統領選挙運動に使用された機体でもある。実験にこの機体が選ばれた理由としては、727型機が当時の運航に多く使用されているボーイング737に類似していることや、機体後部にエアステアがあり、乗員がパラシュートで脱出することが可能であったためである。
実験場所としてアメリカではなくメキシコが選ばれた理由は、連邦航空局（FAA）が実験の実施を許可しなかったためである。

### 実験方法
当初は、離陸から墜落まで遠隔操作で操縦して行われる予定であったが、メキシコ当局は、墜落地点が砂漠であっても機体が人口集中地域を飛行操縦しなければならないため、飛行中は人間が操縦する必要があると要求した。この要求の解決策として、退役軍人を搭乗させ、墜落地点の数マイル前の地点で機体から脱出させることとなった。遠隔操作の信号は150 ヤードまでしか届かなかったため、機体の付近を小型機が飛行し、その機内からラジコン用の携帯無線機で遠隔操作することとなった。誰も死亡することなく機体をばらばらに着陸させるために、ブリティッシュ・エアウェイズ38便事故とトルコ航空1951便墜落事故を参考として計画された。
実験する機体には、墜落による機体や人体への影響を調べるため、カメラや32か所にセンサーの付いた1体約120万円のダミー人形15体が乗せられた。
また、安全上の理由から、墜落地点周辺にはメキシコ軍やメキシコ警察の他、警備チームが配備された。

## 離陸から墜落までの経緯
実験機はメヒカリにあるメヒカリ国際空港から6人の乗員と共に離陸し、計画通り小型機が追従した。航空管制官は従来であれば、「安全なフライトを。」と言うところ、挨拶に困り、「さよなら」と言って交信を終えた。機体は、最初は機長のジム・ボブ・スローカムによって操縦され、約60マイル飛行した後に副操縦士と航空機関士がタンデムジャンプを行って脱出した。その20マイル後にスローカムは機体を北に向けて右折させ、墜落地点から8マイル離れた高度4000 ftの地点でスローカムが脱出した後、アメリカン航空に勤めていた元アメリカ海軍の操縦士であるチップ・シャンリによってセスナ機から遠隔操縦された。シャンリは遠隔操作のリモコンを見て、「これは模型航空機を操縦するものじゃ...。」と尋ねると、設計技師であるバーニー･バーネットは「プラモ店で買ってきた送信機だ。」と答えた。
シャンリは機体の尾翼エンジンの出力をほぼ無効にし、通常の着陸よりもはるかに高速である1500 ft/分（460 m/分）で降下し、地面に墜落させた。墜落時に機体は時速140マイル（230 km/h）で衝突した。衝突によって、機体の前部が剪断され、前方11列の座席が引き裂かれた。

## 実験結果

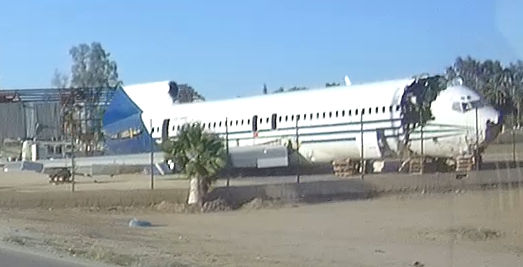
連邦高速5号線沿いに置かれた実験機。2016年3月撮影。

実験により、操縦室と最前列から7列目までの乗客が死亡する確率が最も高くなり、中央部の乗客は脳震盪や足首の骨折を引き起こし、最後列から5列目までにあたる後部の乗客は自力で歩行して脱出する可能性が高くなることが判明した。この結果は、航空事故が発生した場合生存する可能性が低いという多くの人が信じていることが迷信であることを示している。緊急着陸時の姿勢としては、どの体勢でも怪我をするが、現在航空会社が推奨している「頭部を守り衝撃に備える姿勢」が最も効果的であるとされた。
また、実験は乗客が緊急時に脱出する方法を知ることの重要性を強めた。

## テレビ放送
この実験に関するテレビ番組はディスカバリーチャンネル（アメリカ）、チャンネル4とDragonfly（イギリス）、プロジーベン（ドイツ）で制作された。
ディスカバリーチャンネルでは、好奇心の扉シリーズの1話『Plane Crash』として2012年10月7日に2時間放送され、ジョシュ・チャールズがナレーターを務めた。
チャンネル4では『The Plane Crash』として2012年10月11日に1時間35分放送された。ネパールで起き、7人のイギリス人が亡くなったシーター・エア601便墜落事故の1週間後に放送されたため、イギリス国内で批判を浴びた。
日本国内では、ディスカバリーチャンネルで2012年11月6日に『好奇心の扉:航空機事故は解明できるのか?』として放送された他、2020年4月20日に日本テレビ系列の「世界まる見え!テレビ特捜部」でも放送された。